# Novo Pensamento

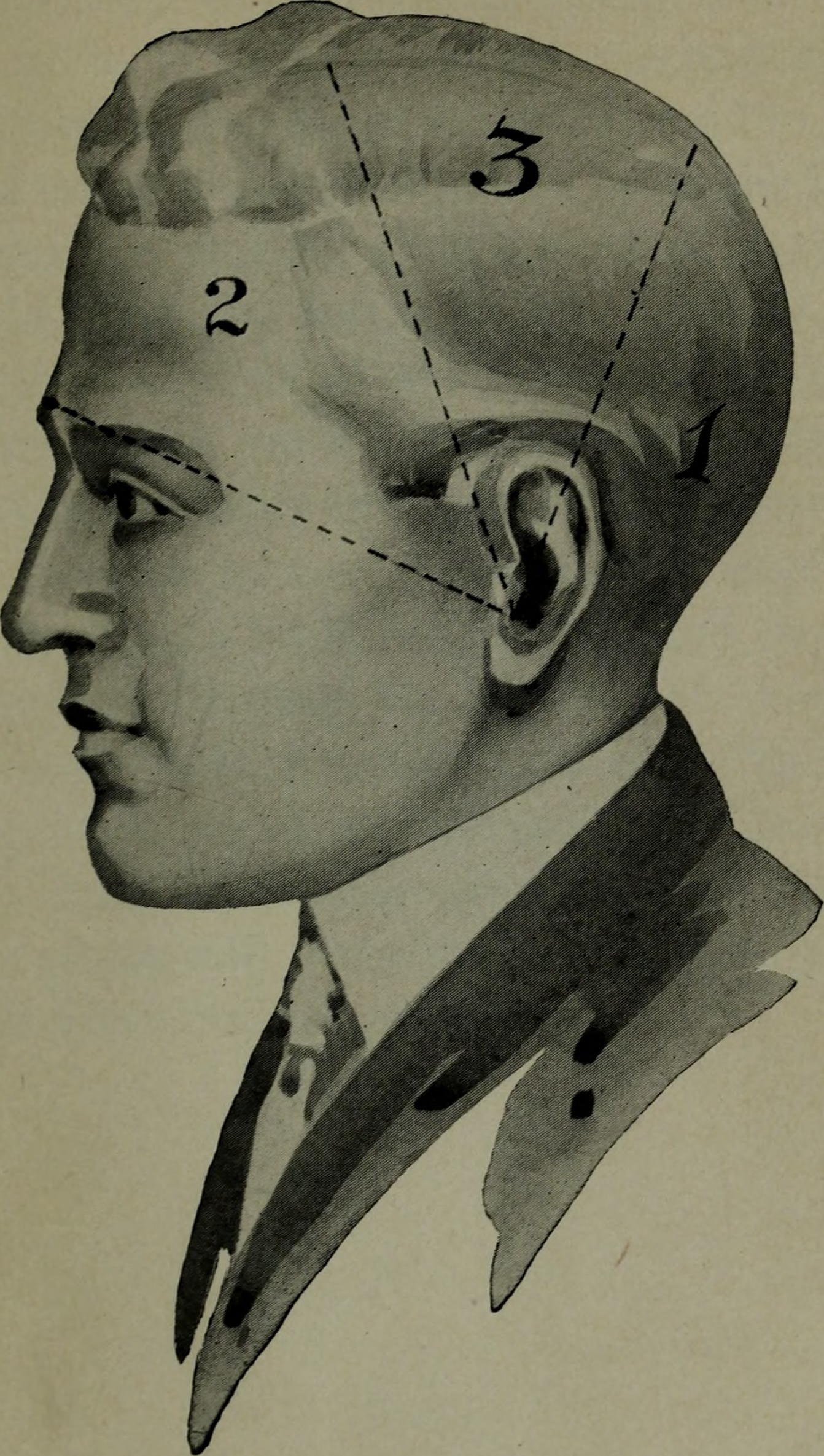
Diagrama em Brains and How to Get Them ("Cérebros e como obtê-los"), um livro do Novo Pensamento por Christian D. Larson (1913)

Novo Pensamento (inglês: New Thought) ou Movimento Novo Pensamento é um movimento espiritual que eclodiu nos Estados Unidos no final do século XIX e que enfatiza crenças metafísicas. Ele consiste de um grupo livremente formado por denominações religiosas, organizações seculares, autores, filósofos, e indivíduos que compartilham um conjunto de crenças metafísicas referentes aos efeitos do pensamento positivo, Lei da atração, cura, força vital, visualização criativa e poder pessoal. Tal corrente de pensamento promove a ideia de que Deus tem o dom da ubiquidade, que o espírito é a totalidade das coisas reais, que a verdadeira natureza humana é divina, que o pensamento divino é uma força para o bem, que todas as doenças se originam da mente, e que o 'pensamento certo' tem um efeito regenerador.

## Origem
Tem origem em Phineas Parkhurst Quimby, um adepto do mesmerismo, é relacionado como o primeiro, ou um dos primeiros, proponente do Novo Pensamento. Quimby era filósofo, hipnólogo e inventor que desenvolveu o ensino que a doença se desenvolve na mente do homem por falsas crenças, e que a mente aberta para a sabedoria de Deus vence a doença. O princípio se baseava no ensino de que o corpo era uma casa para a mente do homem. Se havia um "inimigo" instalado no corpo, se dava por uma crença errada da mente, mesmo com o desconhecimento do portador, a mente é quem adoecia o homem. Quimby prometia entrar na casa e com o poder da mente, expulsar o intruso, corrigindo a "impressão errada" pelo restabelecimento da "verdade" na mente.
Wallace Delois Wattles (1860-1911) e sua obra foram muito importantes no Novo Pensamento e na autoajuda. Seus livros A Ciência de ficar Rico e A Ciência do Bem-Estar, tem sido amplamente citados e permanecem em circulação.
Mary Baker Eddy, que foi paciente de Quimby, e se tornou a fundadora da Ciência Cristã, criticou o método de Quimby, negando o poder da mente e defendendo que a cura viria do poder de Deus.
O Novo Pensamento foi propalado por inúmeros pensadores e filósofos e emergiu em meio a uma variedade de denominações religiosas seculares, particularmente a Igreja da Unidade, Ciência Religiosa e a Igreja da Ciência Divina. Muitos dos primeiros pensadores e estudiosos foram mulheres; notavelmente entre as fundadoras do movimento estavam os nomes de Emma Curtis Hopkins, conhecida como a "mestra das mestras", Myrtle Fillmore, Malinda Cramer, e Nona Brooks; muitas das igrejas e comunidades foram comandadas por mulheres desde 1800 até os dias atuais.

## Características
Apesar de que o Novo Pensamento não é nem monolítico, nem doutrinário, adeptos modernos desta corrente de pensamento acreditam geralmente que Deus é "supremo, universal e eterno", que a divindade mora em cada um e que todas as pessoas são seres espirituais, que o princípio espiritual mais alto é "amar um ao outro incondicionalmente... e ensinar e curar um ao outro", e que "nossos estados mentais são levados adiante em manifestação e se tornam a nossa experiência na vida cotidiana".
Entre os autores, mestres e guias que influenciaram o Novo Pensamento, estão Phineas Parkhurst Quimby, Emma Curtis Hopkins e a filosofia do Transcendentalismo, através de Ralph Waldo Emerson e outros pensadores estadunidenses do século XIX.
A partir deste movimento surgiram várias denotações religiosas ativas até hoje, incluindo a Divina Ciência, a Ciência Religiosa, a Igreja da Unidade e a Fundação Universal da Boa Vida, sendo a maior a Igreja da Unidade, que tem mais de dois milhões de membros no mundo todo. Apesar de Emma Curtis Hopkins — ex-associada da Ciência Cristã — ter sido considerada a "professora das professoras" por vários líderes do Novo Pensamento, a Ciência Cristã desenvolveu-se numa direção diferente e não é considerada parte do Novo Pensamento.
Religiões do Novo Pensamento geralmente têm uma crença comum no Monismo, a presença universal de uma energia criadora, ou Deus, dentro de tudo e de todos.
O ensinamento central do Novo Pensamento foi que o pensamento evolui e desabrocha, e nosso pensamento cria e modifica nossa experiência nesse mundo. O movimento coloca bastante ênfase no pensamento positivo, na autoafirmação, na meditação e na oração. As igrejas do Novo Pensamento costumam evitar pronunciamentos dogmáticos sobre a vida após a morte e outras questões teológicas.
As igrejas do Novo Pensamento são com frequência confundidas com parte do movimento New Age. As crenças do Novo Pensamento são de muito antes do pensamento New Age, quase por um século. As igrejas do Novo Pensamento não tem nada em comum com as crenças New Age, além disso. A mentalidade do Novo Pensamento é de manter o pensamento em evolução, não deixá-lo estático, estagnado. A humanidade está cada vez mais absorvendo mais conhecimento, e é lógico que as crenças girem em volta desse conhecimento.
"Novo Pensamento" é um termo usado para designar a ideia de crescimento ou de pensamento em curso. Nesse contexto, a palavra "Novo" deve ser bastante reforçada, já que a expressão "Novo Pensamento" fala do que é novo e progressista. Enquanto os memes formam-se, espalham-se e tornam-se parte da consciência humana, nosso pensamento se transforma. Os praticantes do Novo Pensamento aceitam e adotam essa infinita transformação, enquanto simultaneamente dão o devido valor ao pensamento criativo.

## Essência
As religiões do Novo Pensamento geralmente crêem na presença de uma energia criadora, ou Deus, dentro de tudo e de todos. Seria errôneo aplicar a expressão "Novo Pensamento" a um sistema de pensamento finito, já que quando o pensamento é moldado e acoplado a um sistema, ele deixa de ser novo. Quando um sistema de pensamento atinge a maturidade e deixa de crescer, de expandir-se e desenvolver-se, não pode mais ser chamado de "Novo." Segue, então, uma conclusão necessária, já que nenhum sistema de pensamento novo, ou nenhum sistema de pensamento definido por esta expressão, existe e pode sempre continuar a existir. Qualquer sistema que tome forma é uma mera instância. "Novo Pensamento" é o resultado de uma mente em perpétua transformação e avanço. A mente em crescimento não está satisfeita com o passado ou com o que já tem. Não está satisfeita com o sistema tradicionai de filosofia ou religião originados em outras eras e passados por gerações, apesar de alguns desses sistemas serem importantes em seu próprio direito, como parte vital ao crescimento da mente. Não estão satisfeitos com a estagnação da mente. Sistemas tradicionais não crescem, a mente, sim. A mente quer algo maior e melhor, quer mudança, crescimento e melhora. É lógico e natural. É básico.
Quando a mente está em crescimento, ela adota mais e maiores concepções. O que ela pensa torna-se novo. O Novo Pensamento tem sido definido como a última invenção em como progredir a mente. Um escritor distinto caracterizou o Novo Pensamento como uma atitude da própria mente, e não de filosofia. Estes que conseguem captar o verdadeiro significado e espírito do Novo Pensamento percebem que um pensamento completo, seja filosófico ou religioso, é possível. Todos os sistemas de pensamento mudam com o tempo.
O corpo humano não é o único resultado dos processos da evolução, do crescimento e da melhora; a mente que é. Nós somos seres em evolução; física, mental e espiritualmente. Mudança e crescimento são as chaves para o alcance da perfeição.

## Lista de Escritores do Novo Pensamento
- Akhay Kumar Mozumdar
- Anita Moorjani
- Annetta Seabury Dresser
- Annie Rix Militz
- Barbara Brennan
- Barbara Marx Hubbard
- Benjamin Creme
- Brandon Bays
- Bob Proctor
- Caroline Myss
- Charles B. Patterson
- Charles F. Haanel
- Charles Sherlock Fillmore
- Claude Alexander Conlin (Alexander)
- Christian D. Larson
- Craig Taro Gold
- Della Reese
- Earl Nightingale
- Eckhart Tolle
- Elizabeth Towne
- Ella Wheeler Wilcox
- Emma Curtis Hopkins
- Emmet Fox
- Ernest Holmes
- Esther Hicks
- Fenwicke Holmes
- Florence Scovel Shinn
- Frank B. Robinson
- Frank Channing Haddock
- Gary Zukav
- Geneviève Behrend
- Grace Mann Brown
- Harriet Emilie Cady
- Helen Schucman
- Henry Thomas Hamblin
- Herbert Sutcliffe
- Horatio Dresser
- Ilchi Lee
- Iyanla Vanzant
- James Allen
- James Arthur Ray
- James Dillet Freeman
- Jean Houston
- John Herman Randall Jr.
- John Selby
- Joel S. Goldsmith
- Joseph Murphy
- Joseph Sieber Benner
- Julius Dresser
- Louise Hay
- Malinda Cramer
- Marianne Williamson
- Masaharu Taniguchi
- Timothy James "Matthew " Fox (Matthew Fox)
- Max Freedom Long
- Michael Beckwith
- Michelle Paisley
- Morris Lichtenstein
- Myrtle Fillmore
- Neale Donald Walsch
- Neville Goddard
- Nicholas Lore
- Nona L. Brooks
- Orison Swett Marden
- Perry Joseph Green
- Phineas Parkhurst Quimby
- Prentice Mulford
- Ralph Waldo Trine
- Raymond Charles Barker
- Rhonda Byrne
- Robert Collier
- Robert E. Griswold
- Robert Schuller
- Russell Conwell
- Samuel Smiles
- Sarah Elizabeth Titcomb
- Stuart Grayson
- Stuart Wilde
- Terry Cole-Whittaker
- Thaddeus Golas
- Thomas Troward
- Uell Stanley Andersen
- Wallace Wattles
- Warren Felt Evans
- Wayne Dyer
- William Clement Stone
- William Hornaday
- William Walker Atkinson
- Wilmer Ingalls Gordon
- Zhi Gang Sha
- Zinovia Dushkova

## Filmografias
- The Secret (2006)
- Quem Somos Nós? (2004)

## Rereferências
1. ↑  (em inglês) James R.Lewis, Jesper Aagaard Peterson (2004). Controversial New Religions, pág. 226.
2. 1 2  «Phineas Parkhurt Quimby». Consultado em 1 de novembro de 2009. Arquivado do original em 1 de novembro de 2009
3. ↑   The Quimby manuscripts
4. ↑   Capa do Livro de Quimby
5. ↑  Wattles, Wallace D. (2020). A Ciência de ficar Rico. São Paulo: Montecristo  Editora. ASIN B08D59KXZD. ISBN 9781619651937
6. ↑  Wattles, Wallace D. (2020). A Ciência do Bem-Estar. São Paulo: Montecristo  Editora. ASIN B08FGF8BNR. ISBN 9781619652088
7. ↑  Lewis, James R.; J. Gordon Melton (1992). Perspectives on the New Age. SUNY Press. pp. 16–18. ISBN 079141213X.
8. ↑  (em inglês) NewThought.info - International New Thought Alliance Declaration of Principles (acessado em 27-Jul-2009)